# Múmia do pântano

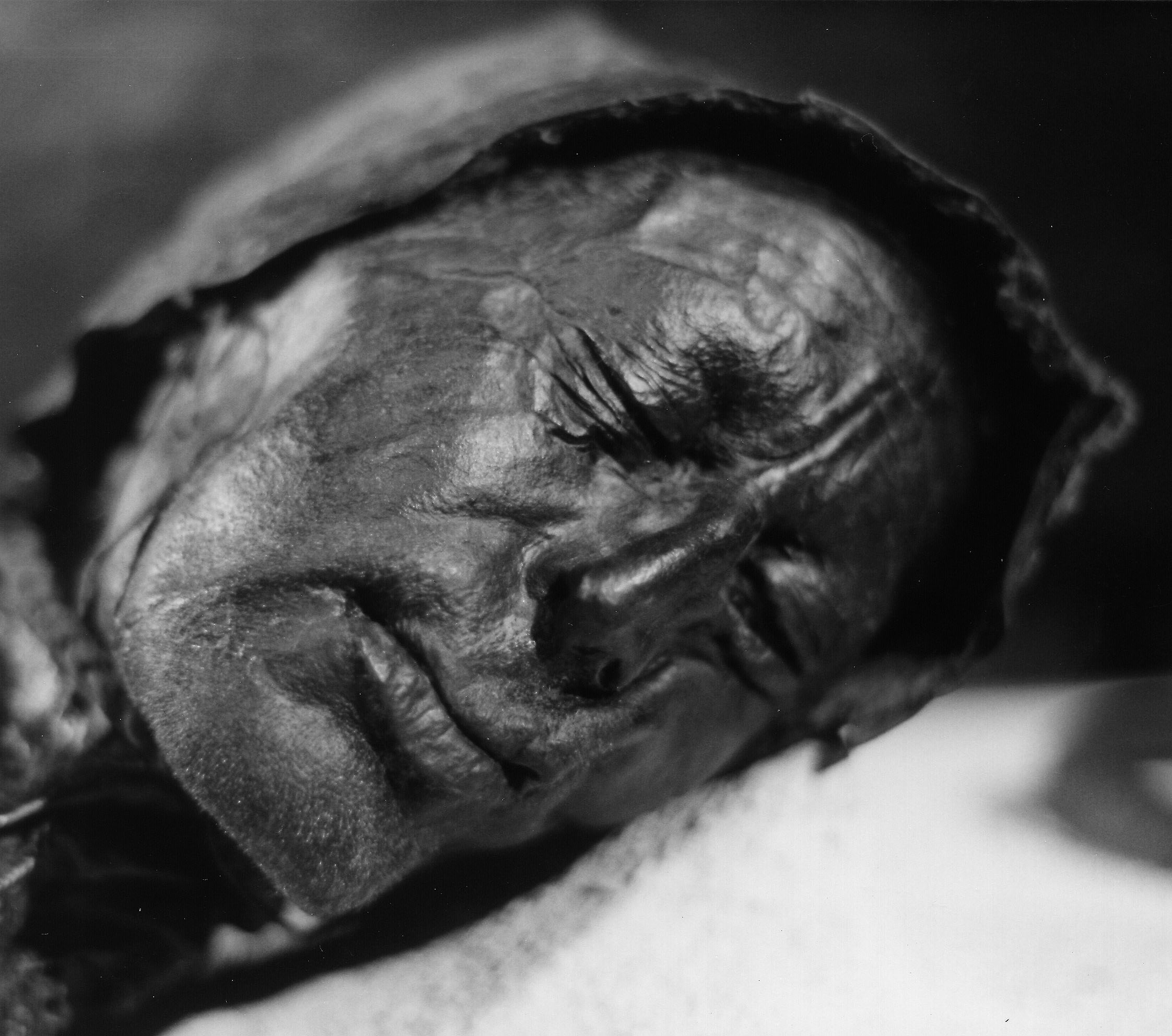
Homem de Tollund viveu no século IV a.C.

As múmias dos pântanos, também conhecidas como corpos dos pântanos, são cadáveres humanos preservados naturalmente em pântanos de sphagnum no norte de Europa. A diferença dos restos humanos mais antigos, têm conservado sua pele e órgãos internos devido às incomuns condições na área circundante. Estas condições incluem água muito ácida, baixa temperatura e ausência de oxigênio, que conservam a pele mas a escurece. Ainda que sua pele conserva-se, os ossos não o fazem, já que o ácido na multidão dissolve o fosfato de cálcio do osso.
Em 1965, o cientista alemão Dr. Alfred Dieck catalogou a existência de uns 1850 múmias de pântano, mas muitos não têm podido ser verificados por documentos ou descobertas arqueológicas; de fato, um artigo num diário arqueológico alemão chamou-os "gente imaginária" concluindo que muitos dos corpos eram fabricados. Muitos, se não todos, se dataram na Idade de Ferro. Muitos mostram sinais de ter sido assassinados e depositados de uma maneira similar, indicando algum tipo de elemento ritual, que muitos arqueólogos acham que mostra que foram vítimas de sacrifícios humanos do paganismo germânico da Idade de Ferro; ainda que Cornelio Tácito especificamente descreva isto como uma forma de castigo capital sacralizado na Germânia do século I. Alguns dos exemplos mais notáveis de múmias de pântano incluem o homem de Tollund e o homem de Grauballe da Dinamarca e o homem de Lindow de Inglaterra.

## Química do pântano

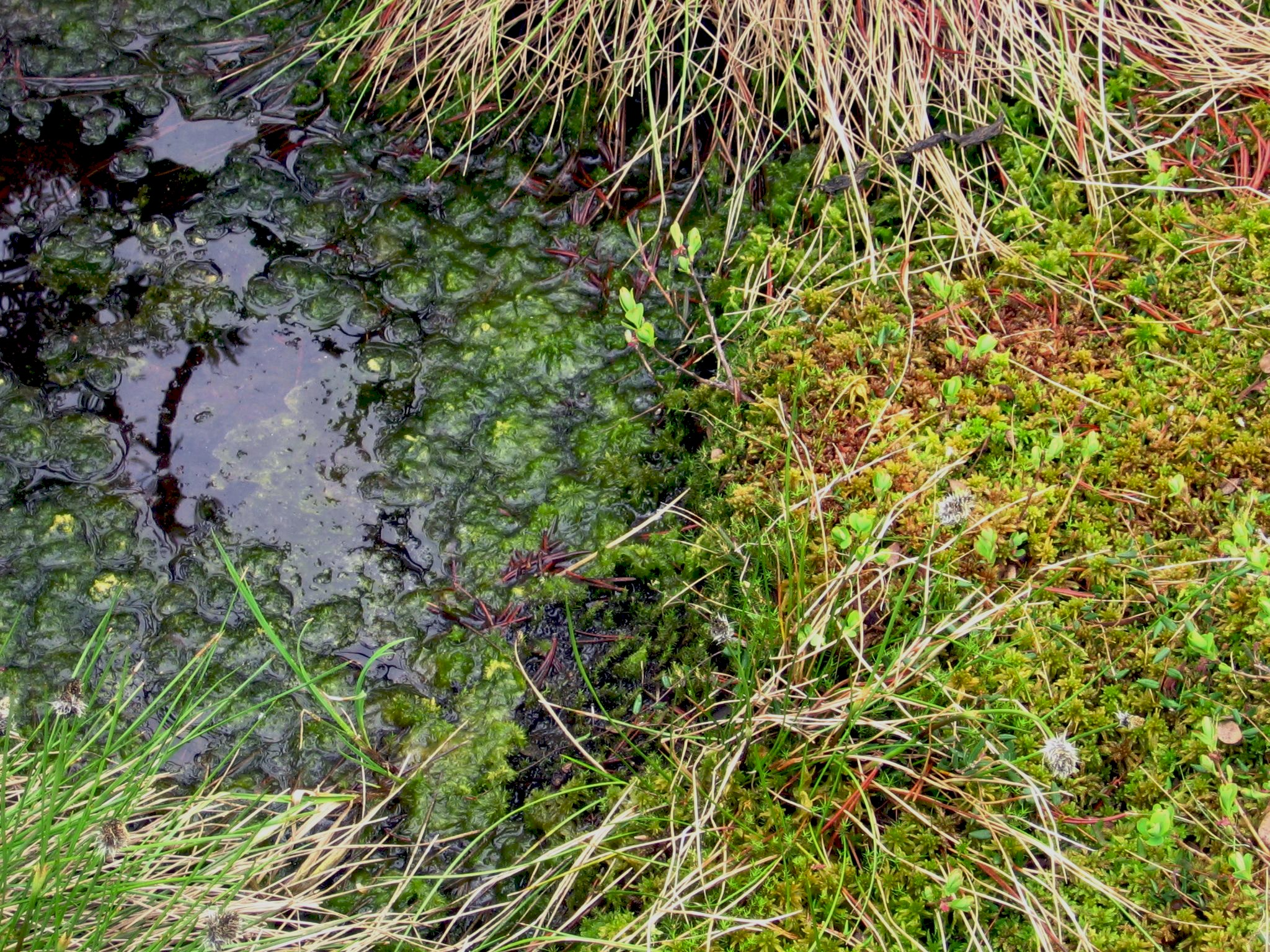
Musgo de esfagno, que ajuda à preservação das momias do pântano

Só um número limitado de pântanos têm as condições necessárias para a preservação do tecido de mamíferos. A maioria estão localizados em climas frios do norte de Europa para perto de massas de água salgada. Por exemplo, no área de Dinamarca onde se recuperou a mulher de Haraldskær, sopra o ar do mar do Norte através dos pântanos de Jutlândia proporcionando um ambiente ideal para o crescimento da turberas. Conforme a nova multidão substitui a antiga, o material mais antigo por embaixo apodrece e libera ácidos húmicos, também conhecidos como ácido do pântano. Os ácidos do pântano, com pH similares ao vinagre, conserva aos corpos humanos da mesma maneira que se conserva a fruta em escabeche. Ademais, as turberas formam-se em zonas carentes de drenagem, pelo que se caracterizam por condições quase completamente anaeróbicas. Este ambiente, muito ácido e carente de oxigênio, impede aos organismos aeróbicos da superfície a oportunidade de iniciar a descomposição. Os pesquisadores têm descoberto que para a conservação dos corpos, é necessário que se depositem durante o inverno ou a princípios da primavera quando a temperatura do água é fria. Isto permite aos ácidos do pântano saturar os tecidos antes de que comece a decomposição. As bactérias são incapazes de crescer o suficientemente rápido para iniciar a descomposição quando as temperaturas estão por embaixo dos 4 °C.
No pântano apresentam-se uma concentração considerável de ácidos orgânicos e aldeídos. As capas de esfagno e turberas participam na conservação dos cadáveres envolvendo numa matriz fria imovilizante, impedindo a circulação do água e qualquer oxigenação. Uma característica da preservação de pântanos ácidos é a habilidade de conservar o cabelo, roupa e objetos de corpo. Cientistas modernos têm sido capazes de imitar as condições do pântano no laboratório e demonstrar com sucesso o processo da preservação, ainda que em menos tempo, que os 2500 anos que tem sobrevivido a mulher de Haraldskære. A maioria dos corpos do pântano descobertos têm alguns aspectos de descomposição ou não foram conservados corretamente. Quando esses corpos se expõem à atmosfera normal, podem começar a se decompor rapidamente. Como resultado, muitos corpos têm sido destruídos, como o primeiro corpo do pântano de Husbäke. Estima-se que 53 corpos do pântano, sendo o homem de Cashel o último descoberto, têm sobrevivido.

## Contexto histórico

### Corpos da Idade de Ferro

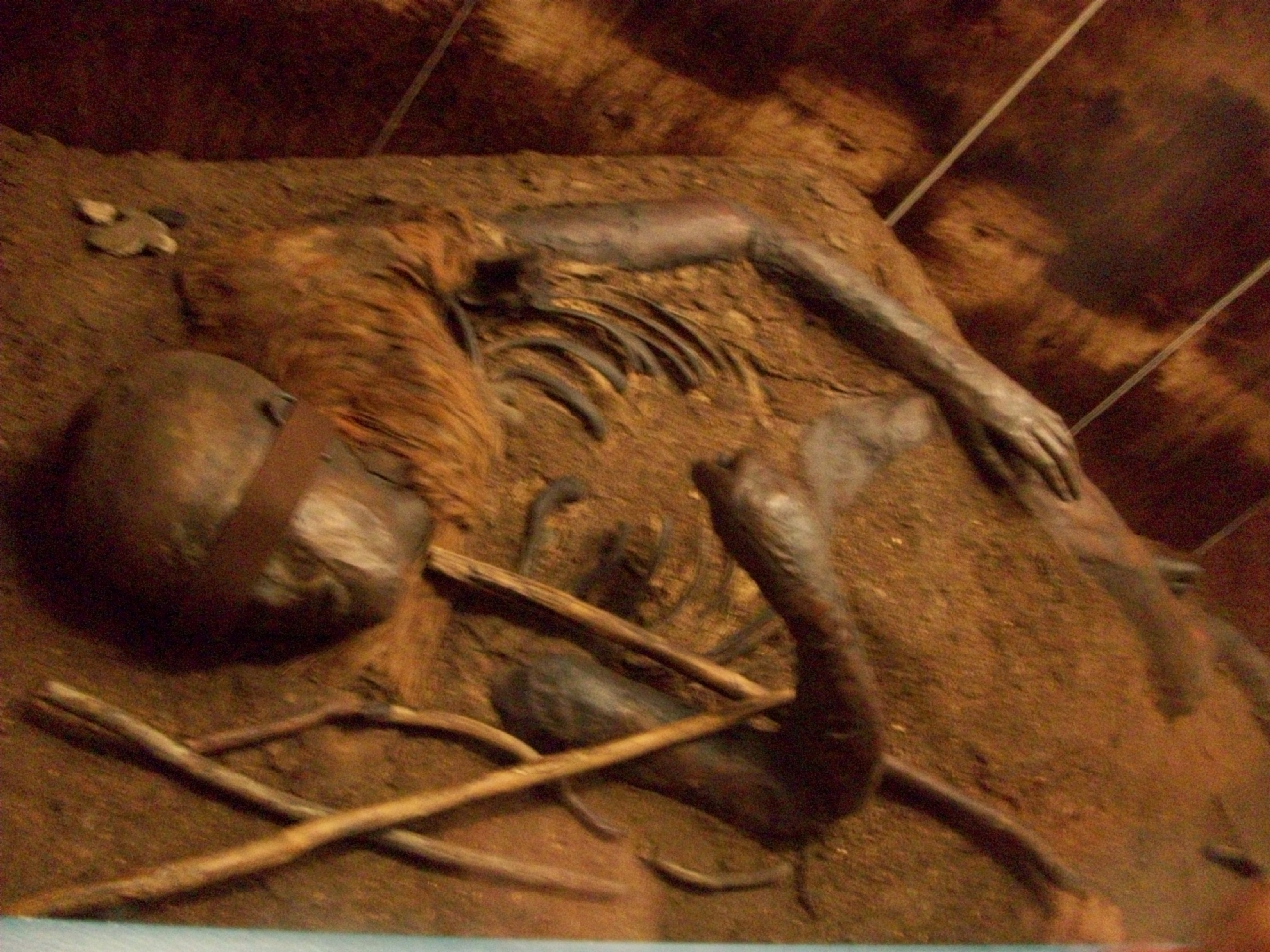
Windeby I, o corpo de um adolescente encontrado em Schleswig, Alemanha

A maioria dos corpos descobertos datam da Idade de Ferro, um período no que os pântanos cobriam uma área maior no norte de Europa em comparação com a atualidade. Muitos desses corpos têm similaridades, indicando uma tradição cultural conhecida de matar e depositar a pessoa de certa maneira. Estas pessoas pré-romanas da idade de ferro viveram em comunidades sedentárias, que tinham construído  villas, cuja sociedade era hierarquizada. Eram agricultores, criando animais, bem como cultivando cereais. Em algumas partes do norte de Europa, também pescavam. Ainda que fossem independentes do Império romano, que dominava o sul de Europa naquela época, comercializavam com eles.
Para esta gente, os pântanos tinham algum tipo de significado, e de fato, lançaram oferendas votivas neles, às vezes colares, pulseras ou tornozeleiras feitos de bronze e ouro. O arqueólogo P. V. Glob achava que eram "oferendas aos deuses da fertilidade e boa fortuna". Especula-se que os corpos da idade de ferro foram arrojados ao pântano por razões similares, e que foram exemplos de sacrifícios humanos aos deuses. No entanto, outros especulam, baseados na clara referência da prática no trabalho de Tácito, Germânia, que os corpos foram de criminosos que foram executados antes de ser depositados no pântano em vez de sacrifícios religiosos.
Muitas múmias mostram sinais de ter sido apunhaladas, golpeadas, enforcadas ou estranguladas, ou uma combinação desses métodos. Em alguns casos o indivíduo tem sido decapitado, e no caso da cabeça de Osterby encontrada em Kohlmoor, para perto de Osterby, Alemanha em 1948, a cabeça foi depositada no lodo sem o corpo.
Normalmente os cadáveres estavam nus, às vezes com algumas prendas, particularmente chapéus. Em alguns tinham-se colocado ramos, paus ou pedras sobre o corpo, às vezes em forma de cruz e outras, se tinham usado horquetas para afundar o cadáver. De acordo com o arqueólogo P. V. Glob, "Provavelmente isto indica seu desejo de afundar firmemente ao morto no lodo". Alguns corpos mostram sinais de torturas, como o homem de Croghan.
Algumas múmias do pântano, como o homem de Borremose e o homem de Tollund ambos em Dinamarca, se encontraram com as cordas usadas para os estrangular ao redor de seus pescoços. Alguns, como a menina de Yde nos Países Baixos e os corpos do pântano na Irlanda, têm o cabelo rapado num lado de suas cabeças, ainda que pode que seja porque um lado de suas cabeças tenha estado exposto ao oxigénio durante mais tempo que o outro. Alguns corpos parecem pertencer a membros da classe alta: suas unhas têm tratamento de manicure, e as provas no cabelo indicam que tinham uma boa nutrição. Estrabão informa que os celtas praticaram presságios nas entranhas das vítimas humanas, como um dos homens de Weerdinge no sul dos Países Baixos, onde as entranhas se tinham extraído parcialmente através de incisões.
Atualmente, as modernas técnicas de análises forense sugerem que algumas lesões, como os ossos rompidos e os crânios achatados, não foram causados pela tortura, e sim pelo peso do lodo. Por exemplo, achava-se que o crânio do homem de Grauballe foi fraturado por um golpe na cabeça. No entanto, uma tomografía computarizada do homem de Grauballe realizada por cientistas dinamarqueses determinaram que sua cabeça foi fraturada pela pressão do lodo tempos após sua morte.